# 3x3D
Pour plus de détails, voir Fiche technique et Distribution.
3x3D est un film composé de trois segments réalisés par Jean-Luc Godard, Edgar Pêra et Peter Greenaway. Il s'agit de trois courts métrages en 3D. Le film est sorti en France le 30 avril 2014 après avoir été présenté à la semaine de la critique du festival de Cannes en mai 2013. Le film a aussi été présenté au festival international du film de Vancouver 2013. 
Le film est une commande de la ville de Guimarães au Portugal à l'occasion de sa désignation comme capitale européenne de la culture en 2012.
Il s'agit du premier film de Jean-Luc Godard en 3D avant la sortie de Adieu au langage (2014).

## Segments
- Juste à temps (Just in Time) réalisé par Peter Greenaway
- Cinesapiens réalisé par Edgar Pêra
- Les Trois Désastres réalisé par Jean-Luc Godard

## Distribution

### Juste à temps
- Miguel Monteiro : Gil Vicente / Pape Jean XXI / Évêque Barbosa / le vigneron

### Cinesapiens
- Carolina Amaral
- Keith Davis
- Leonor Keil
- Ângela Marques
- Nuno Melo
- Jorge Prendas
- Pedro J. Ribeiro

## Accueil critique
Dans sa critique du film, Serge Kaganski juge le court métrage de Peter Greenaway techniquement ébouriffant mais cinématographiquement nul.
Jean Michel Frodon, quant à lui, encourage le visionnage du court-métrage de Jean-Luc Godard, qu'il qualifie de virtuose et d'innovant. Le critique salue aussi le passage au numérique du cinéaste, et la recherche esthétique dont ce dernier fait preuve avec son segment des Trois désastres.